# Tyttocharax
Tyttocharax és un gènere de peixos de la família dels caràcids i de l'ordre dels caraciformes.

## Taxonomia
- Tyttocharax cochui (Ladiges, 1950)[2]
- Tyttocharax madeirae (Fowler, 1913)[3]
- Tyttocharax tambopatensis (Weitzman & Ortega, 1995)[4][5][6][7][8][9][10][11]